# Ikuinen virta
Ikuinen virta är det första albumet av det finska poprock-bandet Indica, och släpptes 2004. Det låg totalt 29 veckor på finska Top 40, som högst nummer 4 i januari 2005.

## Låtlista
1. Saalistaja
2. Scarlett
3. Ikuinen Virta
4. Valehtelen
5. Surusilmä
6. Lasienkeli
7. Onnen Kartano
8. Ihmisen Lento
9. Lauluja Paratiisista
10. Aaltojen Takaa
11. Vettä Vasten
12. Länk till bonusspåren "Odotan" och "Unten maa"

## Musikvideor
- Scarlett
- Ikuinen Virta